# Fréhel (Côtes-d’Armor)
Fréhel település Franciaországban, Côtes-d’Armor megyében. Lakosainak száma 1611 fő (2022. január 1.). Fréhel Pléboulle, Plévenon és Plurien községekkel határos.
A breton családból származó, párizsi születésű énekesnő, Marguerite Boulc’h (1891–1951) őseinek szülőfaluja emlékére vette fel a Fréhel művésznevet, e néven lett szerzett hírnevet.

## Népesség
A település népességének változása:
| Lakosok száma | 1585 | 1554 | 1584 | 1567 | 1584 | 1602 | 1602 | 1608 | 1611 |
|               | 2013 | 2015 | 2016 | 2017 | 2018 | 2019 | 2020 | 2021 | 2022 |